# Myrmeleotettix pallidus
Myrmeleotettix pallidus är en insektsart som först beskrevs av Brunner von Wattenwyl 1882.  Myrmeleotettix pallidus ingår i släktet Myrmeleotettix och familjen gräshoppor. Inga underarter finns listade i Catalogue of Life.